# Trichonius affinis
Trichonius affinis là một loài bọ cánh cứng trong họ Cerambycidae.